# Kévin Campion
Pour les articles homonymes, voir Campion.
Kévin Campion (né le 23 mai 1988 à Vénissieux) est un athlète français, spécialiste de la marche.

## Biographie
Il mesure 1,83 m pour 63 kg et est licencié au Stade Dieppois en Seine-Maritime.
Sur 20 km marche, il porte son record à 1 h 21 min 02 s en terminant 3e du trophée Lugano en mars 2013. Lors des championnats de France 2013, Kévin Campion s'impose sur 10 000 m marche.
En 2017, il s'impose sur le 5 000 m marche des championnats de France 2017.

## Palmarès

### International
| Date | Compétition                   | Lieu           | Résultat | Épreuve         | Performance     |
| ---- | ----------------------------- | -------------- | -------- | --------------- | --------------- |
| 2007 | Championnats d'Europe juniors | Hengelo        | 7e       | 10 000 m marche | 42 min 15 s 88  |
| 2013 | Championnats du monde         | Moscou         | —        | 20 km           | DNF             |
| 2013 | Jeux de la Francophonie       | Nice           | 1er      | 20 km           | 1 h 24 min 32 s |
| 2014 | Championnats d'Europe         | Zurich         | 10e      | 20 km           | 1 h 23 min 04 s |
| 2015 | Championnats du monde         | Pékin          | 33e      | 20 km           | 1 h 25 min 16 s |
| 2016 | Jeux olympiques               | Rio de Janeiro | 49e      | 20 km           | 1 h 26 min 22 s |
| 2017 | Championnats du monde         | Londres        | 24e      | 20 km           | 1 h 21 min 46 s |
| 2018 | Championnats d'Europe         | Berlin         | 9e       | 20 km           | 1 h 21 min 52 s |
| 2019 | Championnats du monde         | Doha           | 16e      | 20 km           | 1 h 32 min 16 s |
| 2021 | Jeux olympiques               | Tokyo          | 16e      | 20 km           | 1 h 23 min 53 s |
| 2022 | Championnats d'Europe         | Munich         | 6e       | 20 km           | 1 h 20 min 47s  |

### National
| Année | Compétition            | Lieu              | Épreuve         | Place | Temps           |
| ----- | ---------------------- | ----------------- | --------------- | ----- | --------------- |
| 2013  | Championnats de France | Paris             | 10 000 m marche | 1er   | 38 min 37 s 02  |
| 2014  | Championnats de France | Reims             | 10 000 m marche | 2e    | 40 min 01 s 50  |
| 2015  | Championnats de France | Villeneuve-d'Ascq | 10 000 m marche | 1er   | 41 min 11 s 73  |
| 2016  | Championnats de France | Angers            | 5 000 m marche  | 1er   | 18 min 59 s 46  |
| 2017  | Championnats de France | La Roche-sur-Yon  | 20 km marche    | 1er   | 1 h 21 min 06 s |
| 2017  | Championnats de France | Marseille         | 5 000 m marche  | 1er   | 19 min 42 s 14  |
| 2019  | Championnats de France | Saint-Étienne     | 10 km marche    | 1er   | 39 min 44 s     |
| 2021  | Championnats de France | Angers            | 10 000 m marche | 2e    | 39 min 40 s 70  |
| 2022  | Championnats de France | Caen              | 10 000 m marche | 3e    | 39 min 54 s 30  |
| 2023  | Championnats de France | Caen              | 10 km marche    | 3e    | 40 min 24 s     |

## Records
| Épreuve      | Performance     | Lieu       | Date            |
| ------------ | --------------- | ---------- | --------------- |
| 10 km marche | 38 min 37 s     | Paris      | 13 juillet 2013 |
| 20 km marche | 1 h 20 min 28 s | Poděbrady  | 8 avril 2017    |
| 35 km marche | 2 h 29 min 05 s | Poděbrady  | 18 mai 2025     |
| 50 km marche | 4 h 10 min 40 s | Bar-le-Duc | 3 octobre 2010  |